# Éducation fondée sur des preuves
L'éducation fondée sur les preuves (EFP), ou éducation basée sur les faits (EBE, de l'anglais evidence-based education) est une pratique fondée sur les preuves appliquée en éducation. Elle se concentre ainsi sur les pratiques validées par des preuves plutôt que par la tradition, le jugement personnel ou d'autres influences. Elle est la base de l'enseignement fondé sur les preuves,,, l'apprentissage fondé sur les preuves et la school effectiveness research,.
L'approche est l'objet de certaines critiques, qui affirment, notamment, que les méthodes de recherche valides en médecine, prônées par la médecine fondée sur les preuves dont s'inspire l'EFP, peuvent être totalement inappropriées dans le domaine éducatif.

## Histoire

### Monde anglosaxon
En 1996, lors d'une conférence, le pédagogue David H. Hargreaves (en) affirme : « l'enseignement actuel n'est pas fondé sur la recherche. Je suis sûr que s'il l'était, il serait plus efficace et satisfaisant. » Il compare les domaines de la médecine et de l'éducation, affirmant que l'on s'attend à ce que les médecins soient à jour au niveau de la recherche médicale, alors que plusieurs enseignants ne sont probablement même pas au courant de l'importance de la recherche faite dans leur domaine. Afin de pallier cela, il propose un « changement radical » afin que les enseignants soient plus impliqués dans la pratique et l'application de la recherche. L'idée est reprise par les décideurs politiques britanniques afin de mieux lier la théorie et la pratique dans ce domaine, bien qu'en même temps, la recherche en éducation soit critiquée sur sa qualité, fiabilité, impartialité et accessibilité.
En 2000 et 2001, deux études internationales fondées sur les preuves sont lancées afin d'analyser et rapporter l'efficacité de l'éducation scolaire dans le monde : le programme international pour le suivi des acquis des élèves (PISA) (2000) et le programme international de recherche en lecture scolaire (PIRLS) (2001). À la même époque, des études sur la lecture fondées sur les preuves mettent en évidence la valeur des preuves en éducation : le National Reading Panel (en) américain (2000), le rapport australien sur l'enseignement de la lecture (2005), l'Independent review of the teaching of early reading (Rose Report 2006) (en) anglais et le Clackmannanshire Report du Scottish Executive Education Department (en) (SEED).
La scientifically based research (SBR) fait son apparition dans la législation américaine avec le Reading Excellence Act (2000), qui mène à la Comprehensive School Reform (en) deux ans plus tard. Cependant, le sujet est surtout mis en lumière dans ce pays avec le No child left behind act (en) (NCLB) de 2001, qui vise à aider les enfants éprouvant des difficultés de lecture de la garderie jusqu'à la troisième année du primaire. Le NCLB est remplacé en 2015 par le Every Student Succeeds Act (en) (ESSA).
En 2002, le département de l'Éducation des États-Unis fonde l'Institute of Education Sciences (en) (IES) visant à encadrer la recherche sur l'éducation fondée sur les preuves. La Common Core State Standards Initiative (en), fondée en 2009, vise sensiblement les mêmes objectifs. Certaines initiatives tentent de standardiser des pratiques telles le principe alphabétique (en), la sensibilité phonologique (en), la méthode syllabique, la reconnaissance des mots et la fluidité, bien que ces champs de compétence soient partagés entre différentes juridictions. En 2020, 41 États américains ont adopté des standards,,.
Certaines études affirment que la Common Core State Standards Initiative ne semble pas avoir mené à des améliorations significatives de la performance étudiante. Son application semble toutefois très variable,.
En 2011, le Sutton Trust (en) fonde la Education Endowment Foundation (en) anglaise, basée à Londres, afin de développer l'éducation fondée sur les preuves,. L'année suivante, le département anglais de l'éducation adopte une approche fondée sur les preuves pour soutenir l'apprentissage de la lecture chez les élèves du primaire.
En 2013, l'éducation fondée sur les preuves est soutenue par le chercheur anglais Ben Goldacre, qui prône des changements systémiques et une utilisation plus grande des essais randomisés contrôlés pour évaluer les effets des interventions éducatives,.

## Exemples

Le système Leitner est un exemple d'application de la répétition espacée.

Parmi les exemples de pratiques prônées par l'éducation fondée sur les preuves, on compte la répétition espacée (dont l'effet d'espacement et l'apprentissage espacé (en)) qui « mène à la formation d'une mémoire plus robuste que l'apprentissage avec peu ou pas d'espacement,,,. »

## Programmes
Le tableau suivant, mis-à-jour en juillet 2020, liste des programmes présentant des « résultats positifs robustes » d'après le site de la WWC[réf. souhaitée].
| Programme            | Description | Niveau | Effets                                    |
| -------------------- | --- | ------ | ----------------------------------------- |
| Success for All (en) | Appliqué de la garderie jusqu'à la première année. Les enseignants lisent à voie haute et discutent avec les élèves, focalisant l'attention sur la sensibilité phonologique, la discrimination auditive et le mélange des sons. Un tutorat individualisé est offert aux élèves en difficulté. | K-4    | alphabétisation (+9 %)                    |
| READ 180 (en)        | Programme de lecture pour les élèves en retard de deux niveaux ou plus. | 4–10   | compréhension (+6 %) et littéracie (+4 %) |

Les études de la WWC sont cependant critiquées,,.

## Critiques
L'éducation fondée sur les preuves est critiquée par certains pédagogues, qui disent que la « recherche en éducation, c'est bien, mais qu'il ne faut pas oublier que l'enseignement est une forme d'art complexe,. » Certains croient ainsi que cette approche « limite la possibilité des intervenants en éducation d'exercer leur jugement sur ce qui est désirable dans certaines situations éducatives,. »
En 2018, lors d'une conférence, le professeur émérite de l'University College London Dylan Wiliam (en) affirme que la « recherche éducative ne dira jamais aux professeurs quoi faire. Leurs classes sont trop complexes pour que ce soit possible. » À la place, il propose que les enseignants soient critiques envers la recherche en éducation, qu'ils soient « conscients que même les meilleurs résultats de recherche ne s'appliquent pas nécessairement pour toute situation,. »
D'autres soulignent que la médecine fondée sur les preuves, d'où est issue l'éducation fondée sur les preuves, produit souvent des résultats contradictoires.